# Винер Нојштат
Винер Нојштат или Бечко Ново Место (мађ. Bécsújhely) је важан град у Аустрији, смештен у крајње источном делу државе. Винер Нојштат је други по величини град у покрајини, где чини засебан градски округ.

## Порекло назива
У српској верзији јављају се два назива: немачки облик Винер Нојштат и „превод“ Бечко Ново Место (прави превод би био Бечки Нови Град, али је вероватно преузета словеначка верзија где се за град каже место). Назив града упућује на његову првобитну улогу - заштиту оближњег Беча из правца југа и истока.

## Природне одлике
Винер Нојштат се налази у источном делу Аустрије. Престоница државе, Беч, удаљена је око 50 км северно од града, а покрајинска, Санкт Пелтен, свега 115 км северозападно.
Рељеф: Винер Нојштат се сместио у југозападном делу Бечке котлине, испод источних обронака Алпа.
Клима: Клима у Винер Нојштату је умерено континентална са малим утицајем планинске климе због близине Алпа.
Воде: Винер Нојштат лежи на две мале реке, које се низводно од града спајају и стварају реку Лајту.

## Историја
Град је 1194. године основао војвода од Бабенберга Леополд V. Служио је као заштита од напада Мађара. Винер Нојштат је био царска престоница за време владавине Максимилијана I Хабзбуршког, који је 1490. године преотео град од Угарске. Царица Марија Терезија је овде 1751. године отворила прву војну академију на свету. Земљотрес је погодио град 1768. године. Први аустријски аеродром је отворен у Винер Нојштату 1909. године. Током Другог светског рата у Винер Нојштату је радила фабрика авиона Месершмит, коју су савезници бомбардовали у више наврата 1943. године. Због тога је тешко страдао град. Од 4000 зграда, само 18 је остало неоштећено. После рата град је обновљен.

## Становништво
| 1981.  | 1991.  | 2001.  | 2011.  |
| ------ | ------ | ------ | ------ |
| 35.006 | 35.134 | 37.627 | 41.305 |

По процени из 2016. у граду је живело 44461 становника. У првој половини 20. века град је брзо растао, али је раст успорен последњих деценија.

## Градске знаменитости
Винер Нојштат има веома лепо и потпуно очувано старо градско језгро са неколико цркава и палата. Град је такође познат и по војној академији, најстаријој у држави.

## Галерија
- Градска катедрала
- Војна академија
- Главна пешачка улица
- Барокни споменик насред главног трга

## Острво у Арктику
По Винер Нојштату је названо једно од острва Земље Франца Јозефа у арктичком делу Русије. На овом острву је највише узвишење архипелага (620 m).

## Партнерски градови
- Харбин
- Дезенцано дел Гарда
- Монхајм на Рајни